# کوه اربوس (کانادا)
کوه اربوس (به انگلیسی: Mount Erebus) یک کوه در کانادا است که در آلبرتا واقع شده‌است. کوه اربوس ۳٬۱۱۲ متر بالاتر از سطح دریا واقع شده‌است.